# Gabija

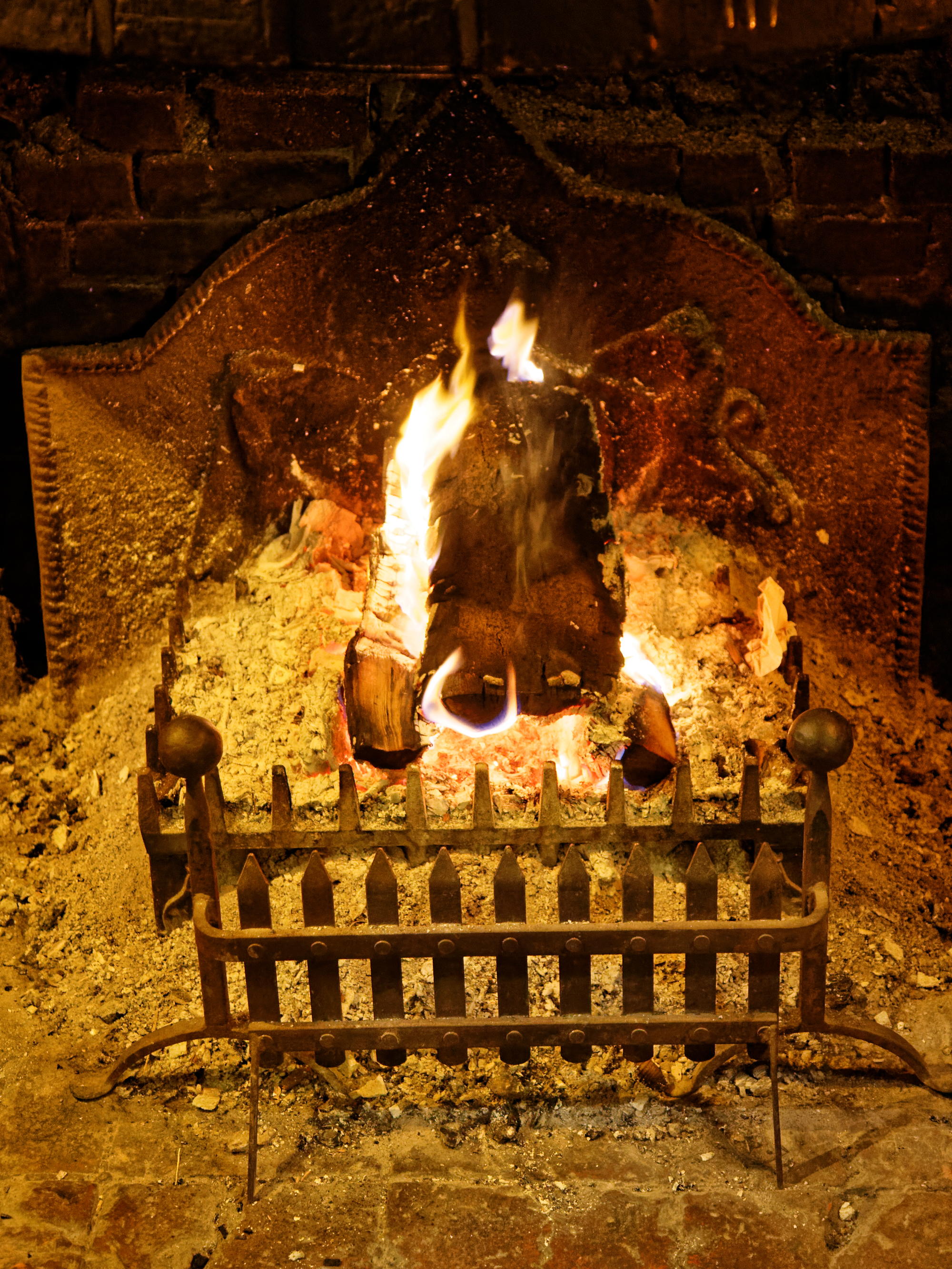
Gabija est l'esprit du feu et le protecteur de la maison dans la mythologie lituanienne

Gabija, Gabieta ou Gabeta, est l'esprit du feu et le protecteur de la maison et de la famille dans la mythologie lituanienne. Son nom viendrait soit de gaubti (couvrir, protéger) soit de Sainte Agathe (Gafiya en russe). Il est mentionné dans la liste des dieux lituaniens de Jan Łasicki dans son traité sur l'idolâtrie publié en 1615.

## Source de la traduction
- (en) Cet article est partiellement ou en totalité issu de l’article de Wikipédia en anglais intitulé « Gabija » (voir la liste des auteurs).